# Breve corso di psicoanalisi
Breve corso di psicoanalisi è un sintetico ma esauriente compendio sui concetti fondamentali della classica teoria psicoanalitica. È di facile lettura e non richiede un particolare retroterra culturale psicoanalitico ed è una base indispensabile per qualsiasi studio. Scritto da Charles Brenner negli anni 1960 e pubblicato in Italia nel 1967, è un testo tuttora valido, adottato in tutte le scuole mediche americane.

Nel primo capitolo vengono prese in esame le due ipotesi fondamentali della psicoanalisi che sono il determinismo psichico e la presenza dell'inconscio. Nel secondo capitolo vengono esaminate le pulsioni sessuali, mentre nel terzo, quarto e quinto capitolo si parla dell'apparato psichico. Nel sesto capitolo si parla
delle paraprassie e dei motti di spirito, nel settimo dei sogni, mentre nell'ottavo capitolo viene presa in esame la psicopatologia.

## Edizioni
- Charles Brenner, Breve corso di psicoanalisi, traduzione di Franco Mori, Martinelli, 1967,  pp. 239, cap. 8, ISBN 978-88-09-02469-4.